# سیل ۲۰۲۲ کره جنوبی

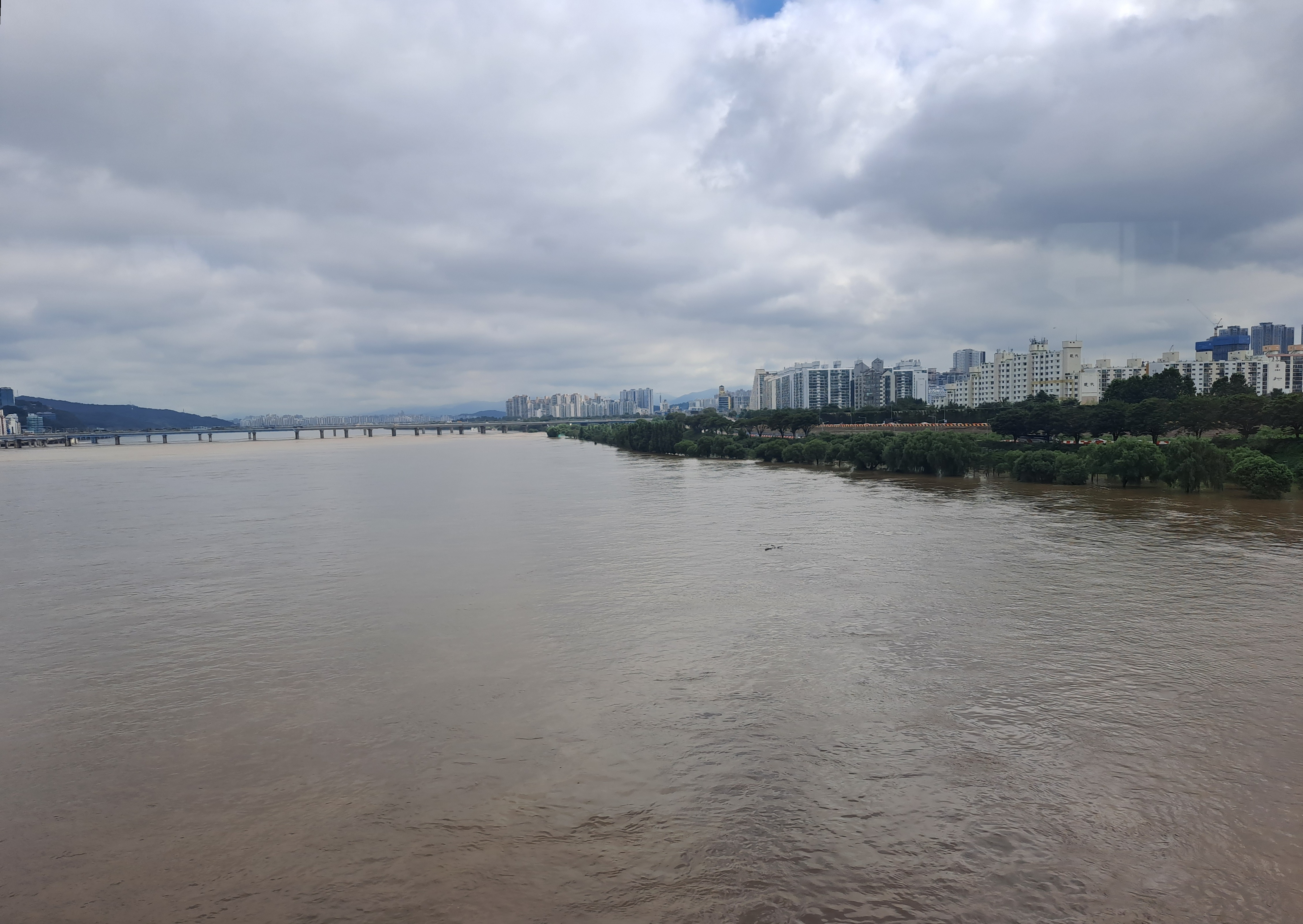
۱۰ اوت ۲۰۲۲، رود هان در اثر باران‌های سیل‌آسا طغیان کرد.

در ۸ اوت ۲۰۲۲، سیل بزرگی سئول، پایتخت کره جنوبی به ویژه ناحیه گانگنام و مناطق اطراف آن را درنوردید. این سیل بیشترین میزان بارندگی در ۸۰ سال اخیر بود. ۲٬۸۰۰ ساختمان آسیب دید و حداقل ۹ نفر کشته شدند. ۱۶۳ نفر در سئول بی‌خانمان شدند. در ۵۰ شهر و شهرستان هشدار رانش زمین اعلام شد. قطعی برق گسترده‌ای اتفاق افتاد. رئیس‌جمهور یون سوک یول نسبت به بارندگی بیشتر به مردم هشدار داد.

## بازخورد
تعداد زیادی از سلبریتی‌ها مبالغی را برای کمک به سیل زدگان کره جنوبی از طریق انجمن امدادرسانی پل امید کره و صندوق امور خیریه کره اهدا کردند؛ از جمله: هونگ سو-هیون، ایم شی‌وان، پارک جین یونگ، کیم جین-وو، کیم هه-سو، کانگ ته اوه، یون سه-آه، سای، آرین، کانگ سونگ یون، یو جه سوک، کیم گو-اون، لی سونگ-کیونگ، آن هیو-سوپ، آی‌یو، به سوزی، جی-هوپ، کیم اون-سوک، کیم سه-جونگ، لی یونگ ئه، شین هه سون و هان جی مین.